# Communication-based train control
Communication-based train control (CBTC) er en model for automatisk kontrol-systemer for jernbaner, hvor sikkerhedsoperationer udføres med datakommunikation imellem tog og det kontrolcenter, som styrer systemet.
CBTC er en efterfølger til et traditionelt jernbanesignalsystem, hvor flere typer af systemer er blevet integreret i et sammenhængende system, og det medfører mindre udstyr i spor og færre/ingen signaler. Kommunikationen til/fra tog kan ske enten via radio, igennem skinnerne eller linjeleder i sporet.
Systemet er designet for bybaner og metroer, hvor der er tæt trafik og bruges bl.a. i metroerne i Madrid, New York og Singapore. 

## Danmark
I Danmark bliver CBTC det nye signalsystem på S-banen, som afløser for det hidtidige sikringsanlæg og togkontrolsystem (HKT).
Første med strækning med systemet var Jægersborg-Hillerød og som blev taget i brug den 29. februar 2016. Den 26. maj 2019 udvides området med CBTC til Svanemøllen og Ryparken, samt banen til Klampenborg. Ringbanen og Farumbanen har pt. fået installeret systemet, men ikke taget i brug endnu og planen er at resten af strækninger på S-tog får det inden 2021 eller 2022.

Den 23 September 2022. var sidste drift døgn hvor der blev kørt med det daværende HKT system, på den Københavnske S-bane. Det sidste tog der med udgangspunkt på Københavns Hovedbanegård, blev fremført på HKT, afgik på linje B klokken 01.02 den 24 September 2022. Da driften igen den 25 September blev sat i drift. så blev alt S-togsdrift nu fremført på CBTC. [kilde mangler]

### Teknik
Dette afsnit eller denne liste er kun påbegyndt. Hvis du ved mere om emnet, kan du hjælpe Wikipedia ved at tilføje mere.

Det installerede CBTC den Københavnske S-bane er Trainguard MT fra Siemens.